# Distrito electoral de South Branch (condado de Otoe, Nebraska)
South Branch (en inglés: South Branch Precinct) es un distrito electoral ubicado en el condado de Otoe en el estado estadounidense de Nebraska. En el Censo de 2010 tenía una población de 208 habitantes y una densidad poblacional de 2,25 personas por km².

## Geografía
South Branch se encuentra ubicado en las coordenadas 40°33′33″N 96°17′21″O / 40.55917, -96.28917. Según la Oficina del Censo de los Estados Unidos, South Branch tiene una superficie total de 92.55 km², de la cual 92.38 km² corresponden a tierra firme y (0.18%) 0.17 km² es agua.

## Demografía
Según el censo de 2010, había 208 personas residiendo en South Branch. La densidad de población era de 2,25 hab./km². De los 208 habitantes, South Branch estaba compuesto por el 100% blancos, el 0% eran afroamericanos, el 0% eran amerindios, el 0% eran asiáticos, el 0% eran isleños del Pacífico, el 0% eran de otras razas y el 0% pertenecían a dos o más razas. Del total de la población el 1.92% eran hispanos o latinos de cualquier raza.